# 鄭崇 (明朝)
鄭崇（1390年—？），字尚德，福建福州府懷安縣人，民籍。明朝政治人物。進士出身。

## 生平
永樂十八年（1420年），福建庚子乡试中舉。正統四年（1439年），登己未科進士。

## 家族
曾祖父鄭熒。祖父鄭公彥。父亲鄭振。